# Mahmud ibn Muhammad
 Mahmud ibn Muhammad  (أبو الثناء محمود باشا باي, Túnez 10 de julio de 1757 - 28 de marzo de 1824 fue bey de Túnez de la dinastía husaynita de Túnez de 1814 en 1824. Era el hijo mayor de Muhammad I al-Rashid; éste gobernó tres años pero el poder real lo tenía su hermano Ali II ibn Husayn, que le sucedió y apartó a Mahmud de la sucesión. Cuando Ali II murió la sucesión pasó a su hijo Hammuda Pachá, y después al hermano pequeño de este Uthman ibn Ali, pero éste fue asesinado el 22 de diciembre de 1814 por Mahmud que se proclamó bey y retornó así al gobierno a su rama familiar, gobernando personalmente durante diez años. El gran visir Sidi Yusuf fue ejecutado al cabo de un mes (23 de enero de 1815) con gran alegría de la población que lo odiaba. 
Ascendió al trono entre todas estas circunstancias trágicas, Mahmoud , vivió un reinado bastante agitado durante el cual el país padeció muchas vicisitudes, sin salir de la inseguridad económica. Es cierto que el bey estaba sobre todo rodeado de mamelucos, personas con poca educación y poco conocimiento de la evolución política y económica que se estaba realizando en Europa tras las guerras napoleónicas. Túnez, permanecía bloqueada en actividades que iban desde las artesanías tradicionales hasta la piratería siempre favorable a los notables del estado. Por lo tanto, Mahmoud Bey no duda en dar a los corsarios de la Goleta la orden de robar del mar cada vez que la oportunidad se presentara. La piratería siguió bajo su gobierno y en octubre de 1815 envió barcos bajo el mando de Mustafá Rais que hicieron 150 cautivos cristianos y un gran botín. Después de esto las presiones y amenazas de las potencias europeas fueron muy fuertes y se concretaron en el Congreso de Viena (1815), con el envío de una flota dirigida por el británico lord Exmouth, que mandó un ultimátum al bey y logró la liberación de 800 esclavos italianos y la promesa del bey de detener la piratería. 

## Rebelión de la milicia turca
Los jenízaros no estuvieron de acuerdo con la supresión de la piratería, dos semanas después de la salida de Lord Exmouth los jenízaros intentaron un golpe de Estado y se reunieron en el souk Ettrouk (30 de abril de 1816) donde eligieron como jefes a Delibadji y Chabane Khodja, y al día siguiente arrestaron a los principales personajes del estado que vivían en Túnez, como el gran mufti, el cadí, el dawlatli, el gran aduanero, los gobernadores de Sfax y Djerba y otros. El jefe de la guardia del bey que quiso resistir, fue ejecutado; los rebeldes redactaron un manifiesto condenando la cesión del bey ante los europeos y lo declararon depuesto, proclamando a su hermano Ismail (declarado presunto heredero el 1815); el cual rechazó el cargo y pidió a los rebeldes que se rindieran y una parte lo hizo; Delibadji y Chabane Khodja fueron arrestados y ejecutados, pero unos 1.200 jenízaros decidieron continuar la revuelta y se dirigieron a La Goleta ocupando por sorpresa la ciudadela; finalmente decidieron salir del país aprovechando que había 5 barcos en el puerto cargados de víveres, además de haber saqueado los almacenes del estado. Algunos fueron capturados más tarde y ejecutados, los jenízaros como cuerpo desaparecieron para siempre. Ismail murió el 3 de noviembre de 1816.

## Vicisitudes
Para encontrar nuevas fuentes financieras, el bey extendió los monopolios del estado: todos los productos de exportación se convirtieron en monopolios, arruinando a muchos particulares. En 1818 una epidemia de peste afectó a Túnez y duró dos años matando a miles de personas (unas 50.000) y dejando despoblada Túnez ya que muchos ciudadanos huyeron hacia el campo. Con todo la piratería no se detuvo del todo y especialmente afectaba a los barcos de los estados que no tenían tratados con Túnez. Así el 21 de septiembre de 1819, una escuadra francobritánica se presentó en Túnez dirigida por almirantes Jurien y Freemanthe, y comunicaron oficialmente al bey, en una audiencia en el palacio del Bardo, las decisiones del Congreso de Aquisgrán adoptadas el 20 de noviembre de 1818, que pedía a los estados del norte de África la abolición de la piratería y la esclavitud de cristianos. El bey tuvo que aceptar y hacer promesas en firme. 
Terminada la piratería empezaron a entrar en Túnez mercancías y divisas europeas (las últimas del rescate de cautivos), la moneda local, el rial, cayó extraordinariamente de valor. Ajustó la paz con el gobernador de Argel en 1821. 
Al final de su vida Mahmud dejó la gestión del país en manos de su hijo Al-Husayn II ibn Mahmud y se dedicó a la filosofía, la cocina y la perfumería. Murió en el palacio el 28 de marzo de 1824 y su hijo le sucedió.
| Predecesor: Uthman ibn Ali | Bey de Túnez 1814 - 1824 | Sucesor: Al-Husayn II ibn Mahmud |